# Kym Carter
Kym Carter (Estados Unidos, 12 de marzo de 1964) es una atleta estadounidense retirada especializada en la prueba de pentatlón, en la que consiguió ser medallista de bronce mundial en pista cubierta en 1997.

## Carrera deportiva
En el Campeonato Mundial de Atletismo en Pista Cubierta de 1997 ganó la medalla de bronce en la competición de pentatlón, con una puntuación de 4627 puntos, tras las alemanas Sabine Braun y Mona Steigauf (plata con 4681 puntos).